# River Enborne
River Enborne är ett vattendrag i Storbritannien.   Det ligger i riksdelen England, i den södra delen av landet, 70 km väster om huvudstaden London.